# 최창조
최창조(崔昌朝, 일본식 이름: 淸川昌朝세가와 쇼초, 1880년 2월 ~ ?)는 일제강점기의 관료 겸 법조인으로, 본적은 평안북도 희천군 희천면이다.

## 생애
1908년 대한학회 평의원, 1909년 대한흥학회 총무와 규칙개정위원, 총무원을 역임했으며, 1910년 대한흥학회 회장을 역임했다. 1914년 9월 30일 조선총독부 재판소 서기 겸 통역생으로 채용되었고, 1917년 4월 17일 평양지방법원 진남포지청 판사로 임명되었다.
1919년 3월 17일부터 1920년 9월 29일까지 해주지방법원 판사로 재직했으며, 1922년 8월 21일 신의주지방법원검사국에 변호사로 등록한 뒤부터 1944년 9월 11일까지 변호사로 재직했다. 1927년 12월 신의주부차지인조합 조합장을 역임했고, 1928년 11월 16일 일본 정부로부터 쇼와대례기념장을 받았다.
1930년 4월 1일 평안북도 관선 도평의회원으로 임명된 뒤부터 신의주부 제강소기성동맹회 실행위원(1930년 7월), 신의주부회 제2교육부 부의장(1931년 6월), 평안북도 농촌진흥위원 위원(1932년 11월), 전조선조선인변호사협회 평의원(1933년 4월) 등으로 활동했으며, 1933년 6월 3일부터 1936년 6월 2일까지 조선총독부 중추원 참의를 역임했다. 1933년 7월 19일 중추원 시정연구회 경제부 위원으로 위촉되었고, 같은 해 9월 15일 정7위에 서위되었다.
1934년 9월과 1938년 6월 평양세무감독국 신의주부세무서 소득조사위원으로 임명되었으며, 1935년 5월 22일 신의주부 부회의원으로 임명되었다. 1935년부터 1939년까지 압록강토지개량회사 이사를 역임했고, 1941년 10월 조선임전보국단 발기인으로 참여했다.
친일파 708인 명단의 중추원 부문, 민족문제연구소의 친일인명사전 수록자 명단의 중추원 부문, 사법 부문, 친일반민족행위진상규명위원회가 발표한 친일반민족행위 705인 명단에 포함되었다.

## 참고자료
- 친일반민족행위진상규명위원회 (2009). 〈최창조〉. 《친일반민족행위진상규명 보고서 Ⅳ-18》. 서울. 418~427쪽.